# Die glückliche Familie (Fernsehserie)
Die glückliche Familie ist eine deutsche Fernsehserie in 52 Teilen, die von 1987 bis 1991 mittwochs im Vorabendprogramm der ARD ausgestrahlt wurde. Erzählt wird die Geschichte der Familie Behringer mit ihren alltagstypischen Problemen. Als die Eltern der Familie traten Siegfried Rauch sowie Maria Schell in ihrer einzigen Serienhauptrolle auf.

## Handlung
Die Serie handelt von der in Gräfelfing bei München lebenden Familie Behringer, einer typischen Mittelschichtsfamilie der späten 1980er-Jahre. Der Diplomingenieur und Computerfachmann Florian und die Journalistin Maria, beide um die 50 Jahre alt, leben dort mit ihren Töchtern Katja und Alex sowie der Adoptivtochter Tami, dem Kind von Florians verstorbenem Bruder. 
Opa Ludwig Behringer lebt zu Beginn im selben Haus. Er lernt über Carla Königstein, Chefin und Freundin von Maria, deren Mutter Ilse kennen, heiratet sie später und zieht in ihr Haus. Ebenfalls fast zur Familie gehört die um keinen Kommentar verlegene fränkische Haushälterin Erna Kuss.
Tochter Alex bricht die Schule ab, eröffnet mit ihrem ersten Partner Michael Bayer und der finanziellen Unterstützung seines Vaters eine Boutique, die allerdings bald Insolvenz anmelden muss. Sie beginnt danach bei Modedesigner Möckelburg eine Lehre als Schneiderin. Mit 18 bekommt sie einen Sohn, Tizian. Der Vater ist ihr langjähriger bester Freund Richie. Auch die Beziehung zu ihm zerbricht, und er zieht in die USA. 
Die ältere Tochter Katja hat eine Affaire mit ihrem Lehrer, die durch seinen tödlichen Autounfall abrupt ein Ende findet. Danach lernt sie den Iren James Flanigan kennen, heiratet ihn und zieht zu ihm und seinen Eltern nach Dublin.
Florian lernt bei der Beerdigung eines Schulfreundes dessen Witwe Ulla van den Bruck kennen und hat danach eine längere Affäre mit ihr, an der die Ehe mit Maria fast zerbricht. Maria lernt in dieser Zeit Dr. Gabriel Engel kennen und freundet sich mit ihm an; er stirbt jedoch später. Florian und Maria führen ihre Ehe weiter und ziehen nach Houston, da Florian von seinem Arbeitgeber ein entsprechendes Angebot erhalten hat. Maria und Tami begleiten ihn. Währenddessen lernt Alex den Modedesigner Heinrich Wolfgruber kennen, wird dessen Freundin und zieht mit ihm zusammen. Maria schreibt ein Kochbuch mit Florians Rezepten, das in den USA verlegt wird.
Nach kurzer Zeit kehren Florian, Maria und Tami wieder nach München zurück, können aber nicht mehr in ihrem Haus wohnen, da sie es langfristig vermietet hatten. Deswegen bauen sie sich ein neues Haus in Walchstadt. Florian wagt den Sprung in die Selbständigkeit. Katjas Ehe ist mittlerweile gescheitert, und so kehrt auch sie nach München zurück, wo sie nach ihrer Scheidung den Tierarzt Philip Renz kennenlernt. Das „Behringer-Haus“ in Gräfelfing wird von Wolfgruber gekauft.
Auf Wunsch des Verlags, der Marias Kochbuch nun auch in Deutschland verlegt, schreibt sie ein Buch über ihre Familie. Florians Freund Christian Reuter lernt bei einer ihrer regelmäßigen Bergtouren Ulla kennen, verlässt deswegen Carla und zieht mit ihr zusammen. Sie stirbt bei einem Absturz in den Bergen. Wolfgruber erleidet wegen eines Fehlers von Alex erhebliche finanzielle Einbußen, die er mit kriminellen Mitteln auszugleichen versucht. Er wird wegen Brandstiftung und Versicherungsbetrug angezeigt und muss in Untersuchungshaft.
Bei Maria wird ein Gehirntumor diagnostiziert. Sie reist nach Venedig, hinterlässt einen Brief, und Florian folgt ihr. Sie entscheidet sich für eine Operation und stirbt dabei. Florian flüchtet sich nach ihrem Tod in Überaktivität und emotionale Unnahbarkeit, will das Haus verkaufen und Erna entlassen. Die Serie endet damit, dass Florian von diversen Frauen umschwärmt wird, Alex sich von Wolfgruber trennt und Katja von Philip schwanger ist.

## Besetzung
| Schauspieler         | Rollenname                  | Rollenkonstellation                                      |
| -------------------- | --------------------------- | -------------------------------------------------------- |
| Maria Schell         | Maria Behringer             | Mutter                                                   |
| Siegfried Rauch      | Florian Behringer           | Vater                                                    |
| Maria Furtwängler    | Katja Behringer             | ältere Tochter                                           |
| Julia Heinemann      | Alex Behringer              | jüngere Tochter                                          |
| Susanna Wellenbrink  | Tami Behringer              | Adoptivtochter                                           |
| Kathrin Ackermann    | Carla Königstein            | Chefin von Maria und Partnerin von Christian             |
| Michael Hinz         | Christian Reuter            | Freund von Florian und Partner von Carla                 |
| Fritz Straßner       | Ludwig Behringer            | Vater von Florian und Mann von Ilse                      |
| Mady Rahl            | Ilse Königstein             | Frau von Ludwig und Mutter von Carla                     |
| Elisabeth Welz       | Erna Kuss                   | Haushälterin                                             |
| Thomas Ohrner        | Michael Bayer               | Erster Partner von Alex                                  |
| Alf Marholm          | Dr. Bayer                   | Vater von Michael                                        |
| Sönke Wortmann       | Richie                      | Zweiter Partner von Alex und Vater des gemeinsamen Sohns |
| Peter Kraus          | Heinrich „Wolfi“ Wolfgruber | Dritter Partner von Alex                                 |
| Peter Sattmann       | Dr. David Lang              | Lehrer und erster Partner von Katja                      |
| Jonathan Ryan        | James Flanigan              | Ehemann von Katja                                        |
| Daniel Friedrich     | Dr. Philip Renz             | Dritter Partner von Katja                                |
| Julian Friedrich     | Moritz Renz                 | Freund von Tami und Sohn von Philip                      |
| Andy Voss            | Maxl                        | Freund von Tami                                          |
| Harald Leipnitz      | Möckelburg                  | Modedesigner und Ausbilder von Alex                      |
| Hans von Borsody     | Dr. Müller                  | Chef von Florian                                         |
| Iris Berben          | Dr. Senta Sellner           | Arbeitskollegin von Florian                              |
| Günther Maria Halmer | Dr. Lenz                    | Missgünstiger Arbeitskollege von Florian                 |
| Nikolaus Paryla      | Pit                         | Verehrer von Carla                                       |
| Christine Wodetzky   | Ulla van den Bruck          | Affäre von Florian, danach Partnerin von Christian       |
| Fee von Reichlin     | Clothilde                   | Jugendliebe von Opa Ludwig                               |
| Alexander Kerst      | Dr. Gabriel Engel           | Freund von Maria                                         |

## Hintergründe
Die vom Bayerischen Rundfunk produzierte und von Eckhart Schmidt konzipierte Serie zeigt alltagstypische Probleme wie Ehekrach (auch in den Beziehungen der älteren Töchter), Midlife Crisis, Pubertätsprobleme bei Teenagern, thematisiert aber auch eine Krebserkrankung und den Tod der Hauptfigur Maria in der letzten Staffel. Für komische Momente sorgen unter anderem der von Fritz Straßner verkörperte Opa Ludwig und die von Elisabeth Welz gespielte fränkische Haushälterin Erna.
Es gab zahlreiche Gastauftritte wie beispielsweise von Wolfgang Ambros, Ottfried Fischer, Pierre Brice, Bernd Stephan, Volker Lechtenbrink, Martin Semmelrogge, Margot Werner, Heinz Winkler, Felix von Manteuffel oder Horst Janson. Für Maria Schell war Die glückliche Familie eine ihrer letzten größeren Rollen im deutschen Fernsehen.
Alle drei Staffeln (52 Folgen) der Serie sind auf 13 DVDs in einer Komplettbox erhältlich.

## Trivia
- Kathrin Ackermann (Carla Königstein) ist die Mutter von Maria Furtwängler (Katja Behringer), für die die Serie der Beginn ihrer Fernsehkarriere war.[4]
- Der spätere Filmregisseur Sönke Wortmann spielte in mehreren Episoden mit und absolvierte nebenbei am Set der Serie ein Praktikum als Regieassistent.[4]
- Das „Behringer-Haus“ steht in der Hubert-Reißner-Straße 5 in Gräfelfing.[5]
- Das zweite „Behringer-Haus“ steht in Alpenblick 8 in Walchstadt (Wörthsee).[5]